# Desnonament

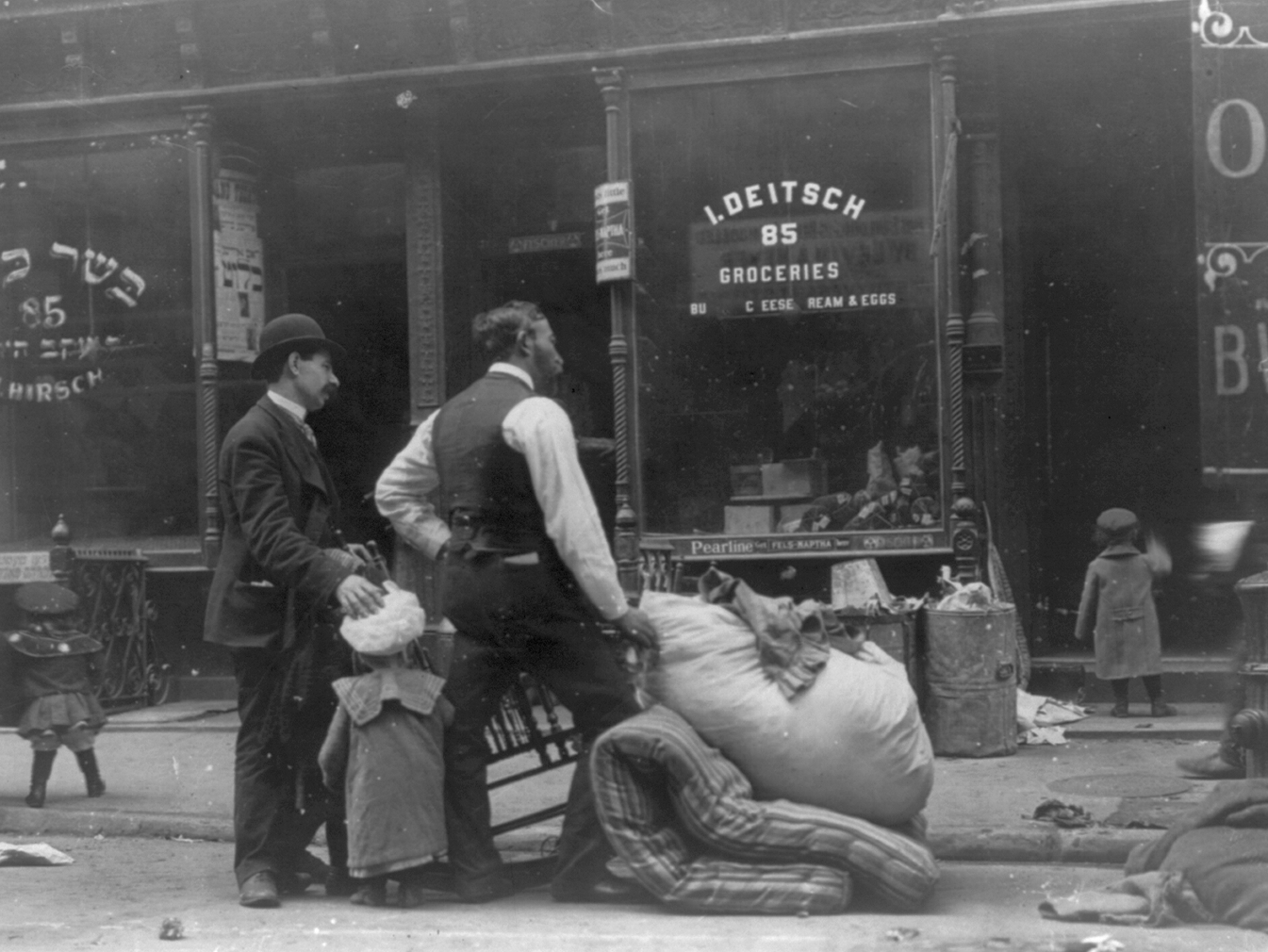
Dos homes amb fills, en un desnonament, drets amb les seves pertinences a la vorera, al voltant de l'any 1910, a Nova York.

Desnonament o desdonament és l'avís de terminació de certs contractes de tracte successiu, com ara l'arrendament, així com la seva execució mitjançant el desallotjament prèvia sentència judicial.

## El desnonament a Espanya
A Espanya, el terme jurídic desnonament s'utilitza quan es procedeix a privar el llogater de la possessió (ús de l'immoble) mitjançant una resolució judicial per un incompliment del contracte d'arrendament (manca de pagament de la renda o qualsevol altre incompliment contractual). De vegades desnonament s'utilitza com a sinònim de desallotjament, atès que una ordre judicial de desnonament té com a finalitat el desallotjament dels arrendataris d'un habitatge. A Espanya, el terme desnonament s'utilitza per fer referència en exclusiva al desallotjament dels inquilins d'un habitatge o local comercial per ordre judicial. L'acte que consisteix a desallotjar físicament als ocupants de l'habitatge o local, es diu llançament. A ell acudeixen: el propietari juntament amb una representació del Jutjat i un manyà, per tornar a prendre possessió de l'immoble, procedint a entrar a l'immoble (si cal per la força i canviar el pany o el cadenat).
El 2012 es van ordenar 101.034 desnonaments a Espanya, 25.422 dels quals a Catalunya, segons dades del Consell General del Poder Judicial.

### Desnonament exprés
El novembre del 2009 va entrar en vigor el desnonament Express, una modificació de la Llei d'Arrendaments Urbans i la Llei d'enjudiciament civil. La nova llei es crea amb l'objectiu de promoure el lloguer en un context de Crisi financera espanyola creant mecanismes més ràpids i efectius en cas de morositat o impagament del lloguer de l'immoble.
Els avantatges que atorga el desnonament exprés són:
- El temps d'espera des que el propietari fa el requeriment fefaent de pagament al llogater (mitjançant burofax) fins a la presentació de la demanda baixa de dos mesos a un.
- El propietari pot incloure en la seva demanda de desnonament per falta de pagament o expiració de contracte seu compromís a perdonar tota o part del deute i costes a canvi del desallotjament voluntari. El termini mínim que es pot donar perquè abandoni l'habitatge des de la notificació de la demanda és de 15 dies, abans era un mes.
- Es facilita la notificació de la demanda. Si no es pot lliurar a l'inquilí la demanda de desnonament per impagament o expiració de contracte o reclamació de rendes o quantitats degudes, es procedirà, sense més tràmits, a anunciar la citació al jutjat.
- La reclamació de rendes o quantitats degudes segueix els tràmits del judici verbal sense haver d'unir-la a la petició de desnonament.
- La sentència de desnonament per impagament o expiració de contracte fixarà la data del llançament i serà suficient per desallotjar al dia i hora assenyalats en la sentència o en la data fixada a la citació al demandat. Abans calia posar una demanda executiva per fer-la efectiva.
- Abans el propietari només podia reclamar el pis abans de complir els cinc anys de lloguer si ho necessitava per a ús propi, ara també ho podrà demanar per als seus pares, fills o ex-cònjuge en cas de divorci o nul·litat matrimonial. S'ha de fer constar al contracte.
- Amb la Llei 37/2011, foren introduïdes variacions al procés de desnonament que l'únic beneficiós que han aconseguit és que s'eviti la celebració de molts judicis, però que en general suposa perjudicar els drets de l'arrendador.

### Oficines d'Intermediació Hipotecària
Les Oficines d'Intermediació Hipotecària estan impulsades pels ajuntaments. És un servei de suport adreçat a les persones o famílies amb dificultats per fer front al pagament dels préstecs hipotecaris i es troben en risc de desnonament del seu domicili habitual. La intermediació és un procediment que facilita la comunicació entre les part deutora i l'entitat financera, per trobar una solució davant una demanda d'execució hipotecària i/o durant el procés d'aquesta. Es facilita, per tant, informació i assessorament des d'una perspectiva legal alhora que de media amb l'altra part interessada. Els objectius de la intermediació són:
- Plantejar mesures correctores que permetin mantenir el pagament de les quotes hipotecàries i evitin l'inici dels processos d'execució hipotecària.
- Negociar mesures alternatives a les dificultats derivades de l'impagament i facilitin el manteniment de l'habitatge per part de la persona o nucli familiar.
- Evitar els llançaments, sempre que sigui possible, derivats de la manca de pagament dels crèdits hipotecaris.

### Alternatives
Les principals solucions ofertes per evitar el llançament de l'habitatge són, entre d'altres, l'acord de refinançament, l'acord de carència, la dació en pagament i la suspensió del termini processal de llançament.